# Длуговоля (Люблінське воєводство)
Длуговоля (пол. Długowola) — село в Польщі, у гміні Стенжиця Рицького повіту Люблінського воєводства.
Населення — 264 особи (2011).

## Демографія
Демографічна структура станом на 31 березня 2011 року:
|          | Загалом | Допрацездатний вік | Працездатний вік | Постпрацездатний вік |
| -------- | ------- | ------------------ | ---------------- | -------------------- |
| Чоловіки | 130     | 16                 | 92               | 22                   |
| Жінки    | 134     | 26                 | 69               | 39                   |
| Разом    | 264     | 42                 | 161              | 61                   |